# Gare du Faubourg-d’Orléans
Gare du Faubourg-d'Orléans vasútállomás Franciaországban, Romorantin-Lanthenay településen.

## Vasútvonalak
Az állomást az alábbi vasútvonalak érintik:
- Le Blanc–Argent-sur-Sauldre-vasútvonal

## Kapcsolódó állomások
A vasútállomáshoz az alábbi állomások vannak a legközelebb:
- Gare de Romorantin-Blanc-Argent
- Gare de Villeherviers